# Несущие кони
«Несущие кони» (яп. 奔馬) — роман японского писателя Юкио Мисимы, опубликованный в 1969 году и представляющий собой вторую часть тетралогии «Море изобилия».
В период с июня 1932 года по декабрь 1933 года рассказывает историю молодого Исао Иинума, воспитанного своим отцом по правилам самурайского кодекса. Исао становится зачинщиком заговора с целью свержения дзайбацу. В его планы входит одновременное убийство видных членов правительства, дата назначена на 3 декабря. Один из главных персонажей первой части тетралогии «Море изобилия» Хонда Сигэкуни появляется в произведении как судья и адвокат, желающий спасти Исао, наблюдая в нём те же внутренние порывы, что и в себе.